# معرض مسقط الدولي للكتاب
معرض مسقط الدولي للكتاب؛ انطلق المعرض عام 1992 وهو يؤدي دوره المحوري في التنمية الثقافية والعلمية للمجتمع العماني، وقد أسهم المعرض عبر دوراته في تفعيل الحراك الثقافي ونشر المعرفة وتعزيز سوق الكتاب ورفد المكتبة العمانية بأحدث إنتاجات دور النشر العالمية إضافة إلى التركيز على نشر الكتاب العماني وتعريف القارئ به.

## جليس
هو المركز الإعلامي للمعرض مسقط والمصدر الرئيسي للمعلومات الرسمية المتعلقة بالمعرض. يعمل الفريق على مراقبة حسابات التواصل الاجتماعي وبث الأخبار الخاصة بكافة أنشطة المعرض من خلال التغطية الحية. كما يعمل على توفير بيانات وإحصائيات محددة تتعلق بالمعرض والإعلان عن آخر التحديثات.

## احصائيات
بلغ عدد المشاركون لعام 2024: 847 مشارك، بعدد إصدارات 622002، وبلغ عدد الفعاليات المصاحبة للمعرض 293 فعالية ثقافية متنوعة.

## اللجنة الرئيسية
- معالي الدكتور/ عبدالله بن ناصر الحراصي- وزير الإعلام ـ ( رئيساً ) .
- سعادة السيد/ سعيد بن سلطان البوسعيدي- وكيل وزارة الثقافة والرياضة والشباب للثقافة ( نائباً للرئيس ).
- صاحب السمو السيد الدكتور / فهد بن الجلندى آل سعيد – رئيس جامعة السلطان قابوس (عضواً ).
- سعـــادة الدكتور/ عبدالله بن خميس امبوسعيدي – وكيل وزارة التربية والتعليم للتعليم (عضواً ).
- .سعادة / محمد بن سعيد البلوشي - وكيل وزارة الاعلام ( عضواً )
- سعادة الدكتور / وائل بن سيف الحراصي - وكيل وزارة الأوقاف والشؤون الدينية (عضواً).
- الفاضل/ أحمد بن سعود الرواحي - مدير عام مساعد للمعرفة والتنمية الثقافية - وزارة الثقافة والرياضة والشباب - مدير معرض مسقط الدولي للكتاب.[3]